# Andreas Julius Bötticher

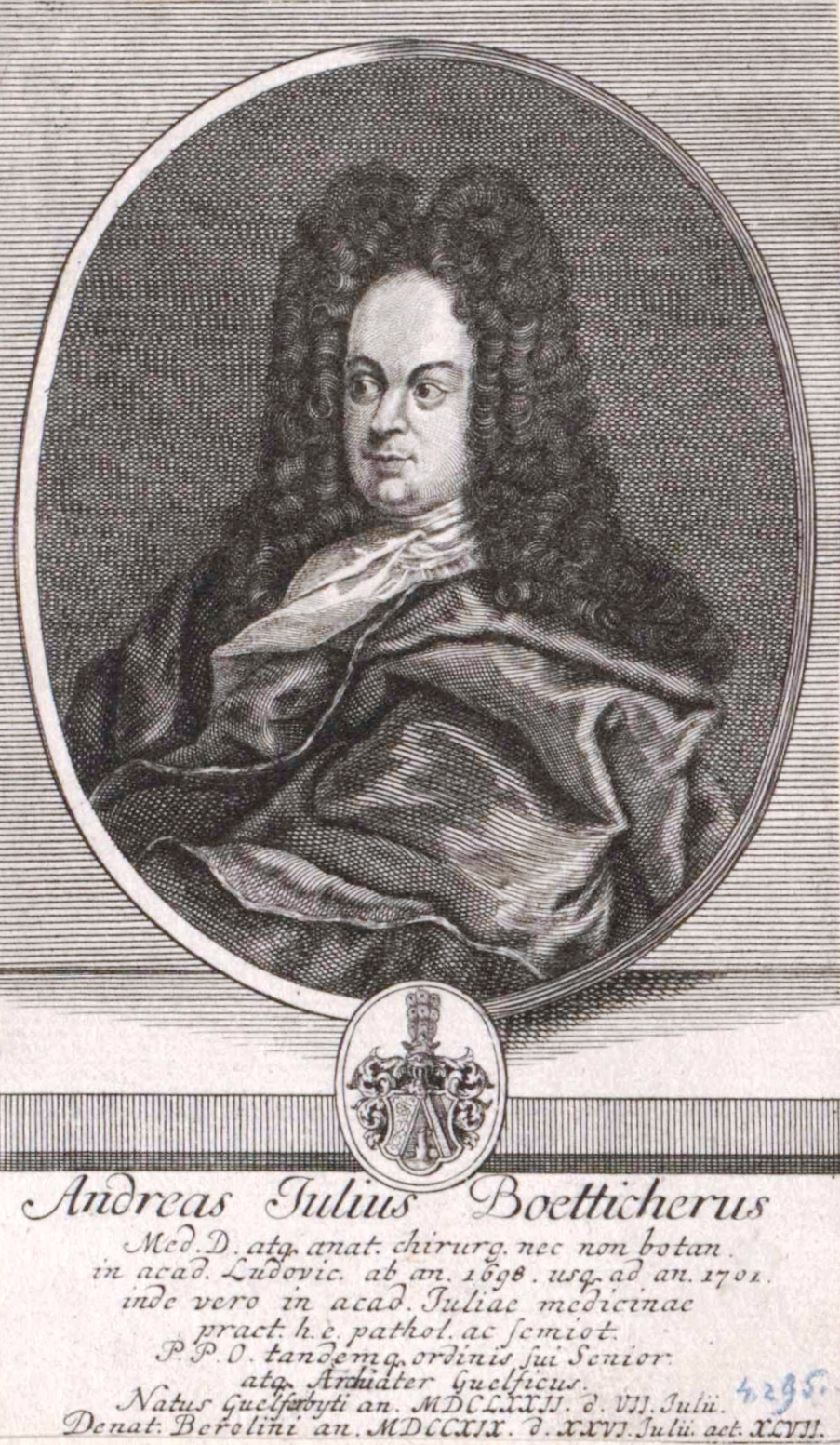
Andreas Julius Boetticher

Andreas Julius Bötticher (auch: Boetticher; * 7. Juli 1672 in Wolfenbüttel; † 26. Juli 1719 in Berlin) war ein deutscher Mediziner und Hochschullehrer an der Universität Gießen und der Universität Helmstedt.

## Leben
Der Sohn des fürstlichen Geheimrates in Wolfenbüttel und Gesandten der kaiserlichen Kommission in Hamburg Justus Bötticher (* 7. August 1632 in Braunschweig; † 12. März 1712 Wolfenbüttel) und dessen erster Frau Ilse Magarethe (* 9. Januar 1646 in Heimburg (Harz); † 11. Januar 1680 in Wolfenbüttel), der Tochter des fürstlich Braunschweiger Amtmannes Siegfried Schilling (1612–1664) und dessen Frau Elisabeth Catharina von Windheim († 1662), begann 1690 ein Studium an der Universität Helmstedt. Hier besuchte er die Vorlesungen von Heinrich Meibom, Friedrich Schrader (1657–1705) und Johann Andreas Stisser (1657–1700). 1695 unternahm er eine Bildungsreise nach Holland, die ihn unter anderem an die Universität Leiden führte, wo er am 20. Oktober 1697 zum Doktor der Medizin promovierte.
Zuvor am 7. September 1697 hatte man ihn zum Professor der Chirurgie und Botanik an der Universität Gießen berufen, welche Stelle er am 22. Februar 1698 antrat. 1701 wurde er Professor der Pathologie und Semiotik an der Helmstedter Hochschule, wo er später auch Professor der praktischen Medizin und Senior der medizinischen Fakultät wurde. Bötticher beteiligte sich auch an den organisatorischen Aufgaben der Helmstedter Hochschule und war mehrfach Rektor der Alma Mater. Er war auch Leibarzt des Herzogs Anton Ulrich und August Wilhelm von Braunschweig-Wolfenbüttel. Bei einem Besuch seiner Verwandtschaft in Berlin verstarb er plötzlich.

## Familie
Bötticher war zwei Mal verheiratet. Seine erste Ehe schloss er 1703 mit Dorothea Katharina (* 21. April 1677 in Clausthal; † 7. März 1716 in Helmstedt), der Tochter des kurfürstlich braunschweigerisch-lüneburgischen Münzdirektors und Erbherrn auf Güntersleben Heinrich Bonhorst und dessen Frau Helena Magaretha Hattorff. Aus der Ehe gingen sieben Kinder hervor, wovon zwei vor ihrer Mutter starben. Die Tochter Clara Henriette (1705–1776) heiratete Georg Wilhelm Ebell.
Seine zweite Ehe schloss er am 20. Mai 1717 mit Henrietta (* 12. Oktober 1681), der Tochter des königlich preußischen Kurfürstlichen Rates und Leibmediziners Martin Willich (* 6. August 1643 in Hamburg; † 4. Januar 1697 in Cölln/Spree) und der Maria Elisabeth (* 16. Februar 1647 in Hannover; † 14. Februar 1722 in Braunschweig), der Tochter des Doktors der Medizin, Leibarztes Friedrich Wilhelms von Brandenburg und Dekan des Stifts Bardowik Theodor (Dietrich) Konerding (* 15. März 1611 in Bückeburg; † 30. Juli 1684 in Celle) und der Dorothea Engelbrecht (* 3. September 1617; † 20. Januar 1682), Tochter des fürstlich braunschweigischen Hofrates und Juristen Arnold Engelbrecht und der Maria Stisser, Tochter des Kilian Stisser und der Maria Heil. Aus der Ehe stammen zwei Kinder.

## Werke
- Theses in Aphorismorum Hippocraticorum Sect. VII. annotatae. Helmstedt 1693.
- Diss. de loquelae organo. (proGr.Dr.) Leiden 1697.
- Dissertatio I. de ossibus in genere. Gießen 1698, II. Gießen 1699. III. Gießen 1700.
- Diss. de respiratione foetus in utero. Helmstedt 1702.
- Diss. de Diabete. Helmstedt 1704.
- Diss. de Peste. Resp. Just. Andr. Richers, Hannover. Helmstedt 1712.
- Diss. de methodo medendi generali. Helmstedt 1715.
- Diss. de purpura rubra. Helmstedt 1718.
- Diss. de cranii ossibus. Helmstedt 1718.